# Ogenyi Onazi
Ogenyi Edmir Onazi (Jos, 25 dicembre 1992) è un calciatore nigeriano, centrocampista dell'Acireale.
Con la nazionale nigeriana si è laureato campione d'Africa nel 2013.

## Caratteristiche tecniche
Gioca nel ruolo di centrocampista centrale, è un giocatore di rottura dotato di tenacia e resistenza; può essere utilizzato come mediano o mezz'ala.

## Carriera

### Club

#### Lazio

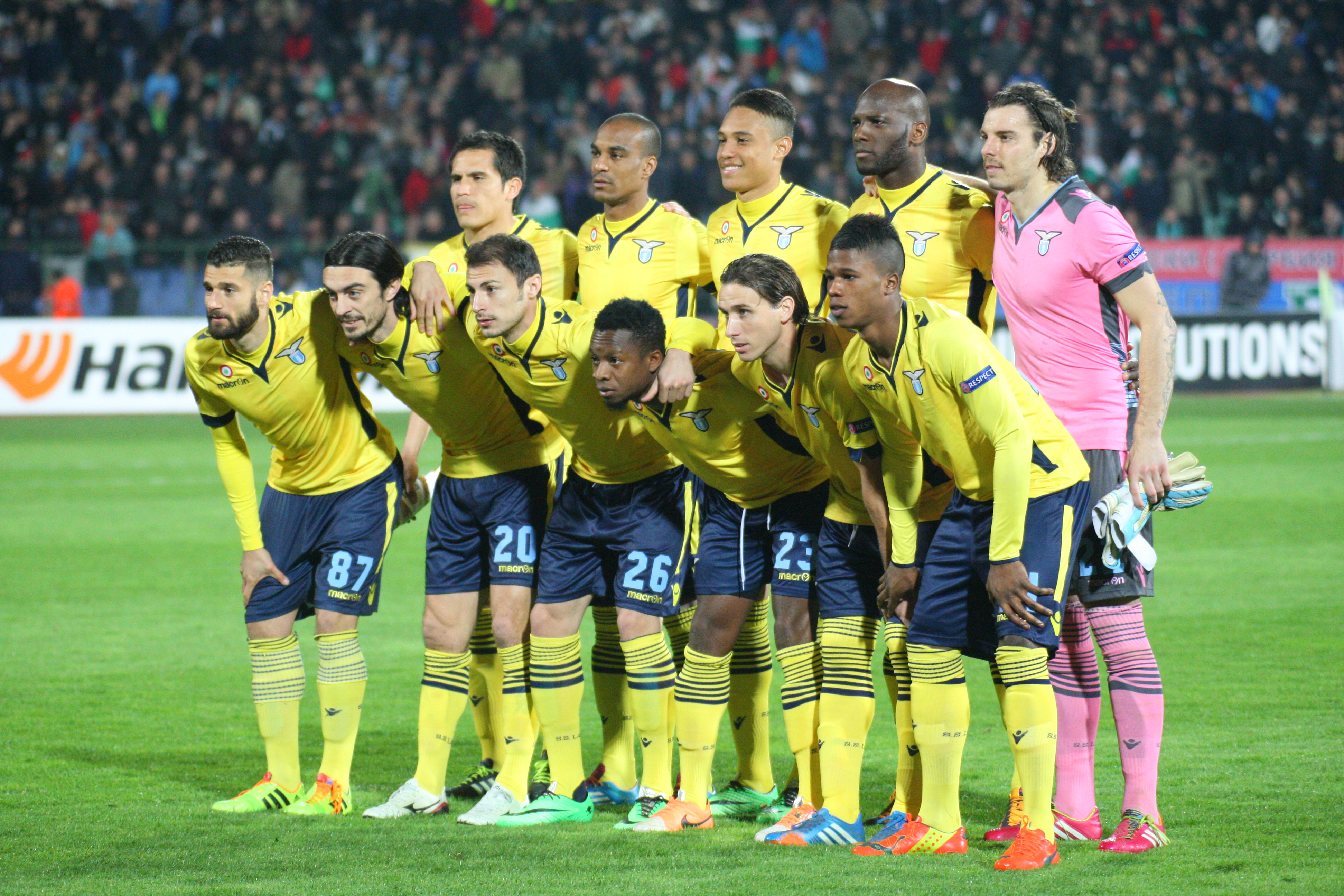
Onazi, con la casacca numero 23 della Lazio nel 2014

Viene acquistato dalla Lazio nel 2011, insieme al connazionale Sani Emmanuel, cresciuti entrambi nel club nigeriano del My People e con una breve esperienza nel Boden. I due calciatori sono stati già notati dai dirigenti capitolini durante il campionato mondiale di calcio Under-17 2009, competizione che ha visto la nazionale nigeriana perdere la finale di misura contro la Svizzera. Dopo aver giocato nella formazione Primavera dei biancocelesti, entra nel giro della prima squadra del mister Edoardo Reja. Ha fatto il suo debutto in Serie A nella penultima giornata del campionato 2011-2012, in occasione della gara Atalanta-Lazio vinta per 2-0, andando a sostituire il compagno di squadra Senad Lulić all'86'.
Il 23 agosto 2012 esordisce in Europa League contro il Mura 05, partita vinta per 2-0 dalla Lazio. Il 20 settembre gioca la sua prima partita da titolare in Europa League contro il Tottenham, partita finita 0-0. Il 7 marzo 2013 mette a segno la sua prima rete con la Lazio contro lo Stoccarda negli ottavi di Europa League, partita finita 2-0 per la Lazio. L'8 maggio 2013 mette a segno la sua prima rete in Serie A, con un tiro da 31 metri a 105 km/h contro l'Inter, siglando il 3-1 finale. Il 26 maggio 2013 vince la Coppa Italia giocando da titolare e battendo in finale la Roma per 1-0.
Il 18 agosto 2013 perde la Supercoppa italiana 2013 contro la Juventus per 4-0. Il primo gol stagionale arriva il 3 ottobre 2013, in occasione della partita di Europa League contro i turchi del Trabzonspor pareggiata 3-3, Onazi firma il primo gol per la squadra biancoceleste per il momentaneo 2-1 per i turchi.
Il 20 maggio 2015 perde la finale di Coppa Italia dove la Lazio viene sopraffatta dalla Juventus per 2-1. Il 31 maggio 2015 mette a segno il gol del momentaneo 3-2 per la Lazio, ai danni del Napoli; tale vittoria, conclusasi con il risultato di 4-2, sulla squadra partenopea permette alla Lazio di tornare in Champions League dopo 8 anni dall'ultima partecipazione.
La quarta stagione si apre l'8 agosto 2015, giocando da titolare e perdendo la Supercoppa italiana 2015, per 2-0, contro i Campioni d'Italia della Juventus. Il 18 agosto successivo disputa la sua prima partita in Champions League in occasione del turno preliminare, vinto per 1-0, contro i tedeschi del Bayer Leverkusen. Il 5 novembre 2015, in occasione della trasferta di Europa League vinta, per 0-2, contro i norvegesi del Rosenborg, disputa la sua 100ª partita con indosso la maglia biancoceleste. Conclude la sua quarta stagione con la maglia della Lazio con un bottino di 22 presenze e 2 reti.

#### Trabzonspor
Il 2 agosto 2016 viene acquistato, a titolo definitivo, dal club turco del Trabzonspor che sborsa una cifra vicina ai 5 milioni di euro per assicurarsi le sue prestazioni sportive; il centrocampista nigeriano lascia la Lazio dopo 110 partite disputate e 7 reti siglate in 5 stagioni. Il 21 agosto successivo, in occasione del suo esordio con la nuova maglia, mette a segno i suoi primi due gol in terra turca permettendo ad i suoi di imporsi, per 2-0, sul Kasımpaşa. Conclude la sua prima stagione in Turchia con un totale di 38 presenze e 2 reti. Dopo tre anni e mezzo, chiude la sua esperienza con il club di Trebisonda mettendo insieme 69 presenze e 6 reti in campionato.

#### Denizlispor
Il 15 gennaio 2020, il Denizlispor conferma il suo arrivo a titolo gratuito dal Trabzonspor. L'accordo prevedeva una durata di 6 mesi più un'opzione di rinnovo per un altro anno. Già a fine stagione, però, il centrocampista termina la sua esperienza con il nuovo club, con cui aveva raccolto 10 presenze totali, condizione non sufficiente per far scattare l'opzione di rinnovo contrattuale.

#### SønderjyskE
Il 4 ottobre 2020, Onazi firma per il SønderjyskE, squadra della massima serie danese. Tuttavia, dopo appena tre presenze, l'accordo fra il giocatore e la società viene concluso anticipatamente nel gennaio del 2021.

#### Žalgiris
Il 18 febbraio successivo, il giocatore si unisce ufficialmente al Žalgiris, nella massima serie lituana.
Dopo aver contribuito alla vittoria del secondo titolo consecutivo in campionato, il 18 agosto seguente Onazi lascia ufficialmente il club.

#### Denizlispor
Due giorni dopo, il 20 agosto, torna al Denizlispor, nel frattempo retrocesso nella seconda divisione turca.

#### Al-Adalah
Il 19 gennaio 2022, Onazi firma un nuovo accordo con i sauditi dell'Al-Adalah, formazione partecipante alla seconda divisione locale.

#### Casertana
Il 29 agosto seguente, viene ufficializzato il suo passaggio alla Casertana, in Serie D: in questo modo, il centrocampista torna in Italia a sei anni dall'ultima volta.

#### East Riffa
Il 7 gennaio 2023, viene ufficializzato il suo passaggio all'East Riffa, squadra della massima serie del Bahrain.

#### Kitchee e Avezzano
Dopo una breve parentesi con il Kitchee Sports Club di Hong Kong, nel mese di novembre 2023 è stato ingaggiato dall'Avezzano Calcio, club italiano di Serie D.

### Nazionale

#### Giovanile
Onazi ha giocato con la maglia della sua nazionale il Mondiale Under-17 2009, organizzato proprio in Nigeria. Il giovane centrocampista è stato uno dei pilastri della selezione biancoverde, la quale ha sfiorato la vittoria finale perdendo di misura contro la Svizzera.

#### Maggiore
Il 13 ottobre 2012 ha esordito in nazionale maggiore nella partita valida per le qualificazioni alla Coppa d'Africa 2013, vinta per 6-1 contro la Liberia. Il 14 novembre 2012 mette a segno il suo primo gol con la maglia delle Super Aquile nel match amichevole vinto per 3-1 contro il Venezuela, in preparazione per l'evento della Coppa d'Africa. Il 2 gennaio 2013 disputa anche l'amichevole contro la Catalogna, dove realizza l'assist per il pareggio nigeriano realizzato da Bright Dike.
L'8 gennaio 2013 viene convocato nella lista definitiva dei 23 giocatori per partecipare all'evento africano. Il 21 gennaio esordisce in tale competizione alla prima partita del proprio girone, subentrando al 70º minuto di gioco al centrocampista Fegor Ogude nella partita pareggiata contro il Burkina Faso per 1-1. Quattro giorni dopo parte da titolare nella seconda partita del girone contro lo Zambia, gioca tutti i 90 minuti di gioco e all'85º minuto causa il rigore con cui la squadra avversaria sigla il pareggio, la partita finirà poi 1-1. Il 3 febbraio gioca nuovamente tutta la partita del quarto di finale contro la Costa d'Avorio, la partita verrà vinta dalla Nigeria per 2-1, arrivando così in semifinale contro il Mali. La semifinale contro il Mali viene vinta dalla Nigeria con un netto 4-1, Onazi anche in questa partita gioca per tutti i 90 minuti, nonostante il rientro del titolare Fegor Ogude. Dopo la vittoria delle Super Eagles e quindi l'accesso in finale contro il Burkina Faso, l'Associazione Nazionale Prostitute della Nigeria (ANP), in caso di vittoria della competizione da parte della propria nazionale, offre "una settimana di sesso gratis" come segno di tutto l'appoggio che hanno le prostitute nei confronti della nazionale nigeriana. Il 10 febbraio si laurea campione d'Africa dell'edizione 2013, giocando la finale vinta dalle Super Eagles per 1-0 grazie al gol di Sunday Mba.
Viene inserito nella lista definitiva dei 23 giocatori che partecipano alla FIFA Confederations Cup 2013 in Brasile. Il 12 giugno durante la partita, di qualificazione al campionato mondiale di calcio 2014, contro la Namibia riceve un duro colpo al ginocchio che lo costringe a saltare la Confederations Cup, Onazi decide però di partire lo stesso con i suoi compagni per il Brasile per stargli vicino e tentare un improbabile recupero. La Nigeria viene eliminata alla fase a gironi e Onazi non disputa nessuna partita. Il 26 giugno, dopo qualche giorno dall'eliminazione dalla competizione, il CT della Nigeria Stephen Keshi afferma che le assenze di Onazi e di Emmanuel Emenike hanno contribuito all'eliminazione dalla competizione della nazionale nigeriana poiché entrambi sono pedine fondamentali per il gioco della selezione nigeriana.
Viene inserito nella lista definitiva dei 23 giocatori che partecipano al campionato del mondo 2014 in Brasile. Gioca, la sua prima partita in un campionato mondiale, il 16 giugno nella prima partita della fase a gironi contro l'Iran, il match viene pareggiato 0-0. Il 25 giugno successivo la Nigeria si qualifica al turno successivo, piazzandosi al secondo posto dietro l'Argentina ma davanti alla Bosnia ed Erzegovina e l'Iran. Il 30 giugno 2014 si conclude l'avventura della Nigeria ai Mondiali 2014 poiché viene battuta, per 2-0, dalla Francia.
Il 3 giugno 2018 viene selezionato nella lista dei 23 giocatori che parteciperanno al campionato del mondo 2018 in Russia. In tale competizione però non scenderà in campo in nessuna delle partite disputate dalla Nigeria.

## Statistiche

### Presenze e reti nei club
Statistiche aggiornate al 18 aprile 2024.
| Stagione           | Squadra            | Campionato         | Campionato | Campionato | Coppe nazionali | Coppe nazionali | Coppe nazionali | Coppe continentali | Coppe continentali | Coppe continentali | Altre coppe | Altre coppe | Altre coppe | Totale | Totale |
| Stagione           | Squadra            | Comp               | Pres       | Reti       | Comp            | Pres            | Reti            | Comp               | Pres               | Reti               | Comp        | Pres        | Reti        | Pres   | Reti   |
| ------------------ | ------------------ | ------------------ | ---------- | ---------- | --------------- | --------------- | --------------- | ------------------ | ------------------ | ------------------ | ----------- | ----------- | ----------- | ------ | ------ |
| gen.-giu. 2011     | Lazio              | A                  | 0          | 0          | CI              | 0               | 0               | -                  | -                  | -                  | -           | -           | -           | 0      | 0      |
| 2011-2012          | Lazio              | A                  | 1          | 0          | CI              | 0               | 0               | UEL                | 0                  | 0                  | -           | -           | -           | 1      | 0      |
| 2012-2013          | Lazio              | A                  | 15         | 1          | CI              | 2               | 0               | UEL                | 11                 | 1                  | -           | -           | -           | 28     | 2      |
| 2013-2014          | Lazio              | A                  | 29         | 1          | CI              | 2               | 0               | UEL                | 8                  | 1                  | SI          | 1           | 0           | 40     | 2      |
| 2014-2015          | Lazio              | A                  | 16         | 1          | CI              | 3               | 0               | -                  | -                  | -                  | -           | -           | -           | 19     | 1      |
| 2015-2016          | Lazio              | A                  | 15         | 1          | CI              | 0               | 0               | UCL+UEL            | 2+4                | 0+1                | SI          | 1           | 0           | 22     | 2      |
| Totale Lazio       | Totale Lazio       | Totale Lazio       | 76         | 4          |                 | 7               | 0               |                    | 25                 | 3                  |             | 2           | 0           | 110    | 7      |
| 2016-2017          | Trabzonspor        | SL                 | 32         | 2          | CT              | 6               | 0               | -                  | -                  | -                  | -           | -           | -           | 38     | 2      |
| 2017-2018          | Trabzonspor        | SL                 | 21         | 2          | CT              | 2               | 1               | -                  | -                  | -                  | -           | -           | -           | 23     | 3      |
| 2018-2019          | Trabzonspor        | SL                 | 16         | 0          | CT              | 0               | 0               | -                  | -                  | -                  | -           | -           | -           | 16     | 0      |
| 2019-gen.2020      | Trabzonspor        | SL                 | 0          | 0          | CT              | 1               | 0               | UEL                | 1                  | 0                  | -           | -           | -           | 2      | 0      |
| Totale Trabzonspor | Totale Trabzonspor | Totale Trabzonspor | 69         | 4          |                 | 9               | 1               |                    | 1                  | 0                  |             | -           | -           | 79     | 5      |
| gen.-lug.2020      | Denizlispor        | SL                 | 9          | 0          | CT              | 1               | 0               | -                  | -                  | -                  | -           | -           | -           | 10     | 0      |
| 2020- feb. 2021    | SønderjyskE        | SL                 | 2          | 0          | CD              | 1               | 0               | -                  | -                  | -                  | -           | -           | -           | 3      | 0      |
| 2021               | Žalgiris Vilnius   | A                  | 19         | 2          | CL              | 2               | 0               | UCL                | 4+2                | 1+0                | SL          | 1           | 0           | 28     | 3      |
| ago.-dic. 2021     | Denizlispor        | 1L                 | 11         | 0          | CT              | 2               | 0               | -                  | -                  | -                  | -           | -           | -           | 13     | 0      |
| Totale Denizlispor | Totale Denizlispor | Totale Denizlispor | 20         | 0          |                 | 3               | 0               |                    | -                  | -                  |             | -           | -           | 23     | 0      |
| gen.-giu. 2022     | Al-Adalah          | PD                 | 15         | 0          | -               | -               | -               | -                  | -                  | -                  | -           | -           | -           | 15     | 0      |
| set.-dic. 2022     | Casertana          | D                  | 11         | 0          | CI-D            | 1               | 0               | -                  | -                  | -                  | -           | -           | -           | 12     | 0      |
| 2023               | Kitchee            | HKPL               | 3          | 0          | CHK             | 0               | 0               | ACL                | 2                  | 0                  | -           | -           | -           | 5      | 0      |
| nov.2023-2024      | Avezzano           | D                  | 9          | 0          | CI-D            | 0               | 0               | -                  | -                  | -                  | -           | -           | -           | 9      | 0      |
| Totale carriera    | Totale carriera    | Totale carriera    | 199        | 8          |                 | 21              | 1               |                    | 28                 | 3                  |             | 2           | 0           | 250    | 12     |

### Cronologia presenze e reti in nazionale
| Cronologia completa delle presenze e delle reti in nazionale ― Nigeria | Cronologia completa delle presenze e delle reti in nazionale ― Nigeria | Cronologia completa delle presenze e delle reti in nazionale ― Nigeria | Cronologia completa delle presenze e delle reti in nazionale ― Nigeria | Cronologia completa delle presenze e delle reti in nazionale ― Nigeria | Cronologia completa delle presenze e delle reti in nazionale ― Nigeria | Cronologia completa delle presenze e delle reti in nazionale ― Nigeria | Cronologia completa delle presenze e delle reti in nazionale ― Nigeria |
| Data                                                                   | Città                                                                  | In casa                                                                | Risultato                                                              | Ospiti                                                                 | Competizione                                                           | Reti                                                                   | Note                                                                   |
| ---------------------------------------------------------------------- | ---------------------------------------------------------------------- | ---------------------------------------------------------------------- | ---------------------------------------------------------------------- | ---------------------------------------------------------------------- | ---------------------------------------------------------------------- | ---------------------------------------------------------------------- | ---------------------------------------------------------------------- |
| 13-10-2012                                                             | Akure                                                                  | Nigeria                                                                | 6 – 1                                                                  | Liberia                                                                | Qual. Coppa d'Africa 2013                                              | -                                                                      | 82’                                                                    |
| 14-11-2012                                                             | Miami                                                                  | Venezuela                                                              | 1 – 3                                                                  | Nigeria                                                                | Amichevole                                                             | 1                                                                      |                                                                        |
| 9-1-2013                                                               | Faro                                                                   | Capo Verde                                                             | 0 – 0                                                                  | Nigeria                                                                | Amichevole                                                             | -                                                                      | 68’                                                                    |
| 21-1-2013                                                              | Nelspruit                                                              | Nigeria                                                                | 1 – 1                                                                  | Burkina Faso                                                           | Coppa d'Africa 2013 - 1º turno                                         | -                                                                      | 70’                                                                    |
| 25-1-2013                                                              | Nelspruit                                                              | Zambia                                                                 | 1 – 1                                                                  | Nigeria                                                                | Coppa d'Africa 2013 - 1º turno                                         | -                                                                      |                                                                        |
| 3-2-2013                                                               | Rustenburg                                                             | Costa d'Avorio                                                         | 1 – 2                                                                  | Nigeria                                                                | Coppa d'Africa 2013 - Quarti di finale                                 | -                                                                      | 28’                                                                    |
| 6-2-2013                                                               | Durban                                                                 | Mali                                                                   | 1 – 4                                                                  | Nigeria                                                                | Coppa d'Africa 2013 - Semifinale                                       | -                                                                      |                                                                        |
| 10-2-2013                                                              | Johannesburg                                                           | Nigeria                                                                | 1 – 0                                                                  | Burkina Faso                                                           | Coppa d'Africa 2013 - Finale                                           | -                                                                      | 38’                                                                    |
| 23-3-2013                                                              | Calabar                                                                | Nigeria                                                                | 1 – 1                                                                  | Kenya                                                                  | Qual. Mondiali 2014                                                    | -                                                                      |                                                                        |
| 1-6-2013                                                               | Houston                                                                | Messico                                                                | 2 – 2                                                                  | Nigeria                                                                | Amichevole                                                             | -                                                                      | 57’                                                                    |
| 5-6-2013                                                               | Nairobi                                                                | Kenya                                                                  | 0 – 1                                                                  | Nigeria                                                                | Qual. Mondiali 2014                                                    | -                                                                      | 55’                                                                    |
| 12-6-2013                                                              | Windhoek                                                               | Namibia                                                                | 1 – 1                                                                  | Nigeria                                                                | Qual. Mondiali 2014                                                    | -                                                                      |                                                                        |
| 14-8-2013                                                              | Durban                                                                 | Sudafrica                                                              | 0 – 2                                                                  | Nigeria                                                                | Amichevole                                                             | -                                                                      |                                                                        |
| 7-9-2013                                                               | Calabar                                                                | Nigeria                                                                | 2 – 0                                                                  | Malawi                                                                 | Qual. Mondiali 2014                                                    | -                                                                      |                                                                        |
| 10-9-2013                                                              | Kaduna                                                                 | Nigeria                                                                | 4 – 1                                                                  | Burkina Faso                                                           | Amichevole                                                             | -                                                                      | 86’                                                                    |
| 13-10-2013                                                             | Addis Abeba                                                            | Etiopia                                                                | 1 – 2                                                                  | Nigeria                                                                | Qual. Mondiali 2014                                                    | -                                                                      |                                                                        |
| 16-11-2013                                                             | Calabar                                                                | Nigeria                                                                | 2 – 0                                                                  | Etiopia                                                                | Qual. Mondiali 2014                                                    | -                                                                      |                                                                        |
| 18-11-2013                                                             | Londra                                                                 | Italia                                                                 | 2 – 2                                                                  | Nigeria                                                                | Amichevole                                                             | -                                                                      |                                                                        |
| 5-3-2014                                                               | Atlanta                                                                | Messico                                                                | 0 – 0                                                                  | Nigeria                                                                | Amichevole                                                             | -                                                                      |                                                                        |
| 3-6-2014                                                               | Chester                                                                | Grecia                                                                 | 0 – 0                                                                  | Nigeria                                                                | Amichevole                                                             | -                                                                      |                                                                        |
| 7-6-2014                                                               | Jacksonville                                                           | Stati Uniti                                                            | 2 – 1                                                                  | Nigeria                                                                | Amichevole                                                             | -                                                                      |                                                                        |
| 16-6-2014                                                              | Curitiba                                                               | Iran                                                                   | 0 – 0                                                                  | Nigeria                                                                | Mondiali 2014 - 1º turno                                               | -                                                                      |                                                                        |
| 21-6-2014                                                              | Cuiabá                                                                 | Nigeria                                                                | 1 – 0                                                                  | Bosnia ed Erzegovina                                                   | Mondiali 2014 - 1º turno                                               | -                                                                      |                                                                        |
| 25-6-2014                                                              | Porto Alegre                                                           | Nigeria                                                                | 2 – 3                                                                  | Argentina                                                              | Mondiali 2014 - 1º turno                                               | -                                                                      |                                                                        |
| 30-6-2014                                                              | Brasilia                                                               | Francia                                                                | 2 – 0                                                                  | Nigeria                                                                | Mondiali 2014 - Ottavi di finale                                       | -                                                                      | 59’                                                                    |
| 6-9-2014                                                               | Calabar                                                                | Nigeria                                                                | 2 – 3                                                                  | Rep. del Congo                                                         | Qual. Coppa d'Africa 2015                                              | -                                                                      |                                                                        |
| 10-9-2014                                                              | Città del Capo                                                         | Sudafrica                                                              | 0 – 0                                                                  | Nigeria                                                                | Qual. Coppa d'Africa 2015                                              | -                                                                      |                                                                        |
| 11-10-2014                                                             | Khartum                                                                | Sudan                                                                  | 1 – 0                                                                  | Nigeria                                                                | Qual. Coppa d'Africa 2015                                              | -                                                                      |                                                                        |
| 15-10-2014                                                             | Abuja                                                                  | Nigeria                                                                | 3 – 1                                                                  | Sudan                                                                  | Qual. Coppa d'Africa 2015                                              | -                                                                      |                                                                        |
| 15-11-2014                                                             | Pointe-Noire                                                           | Rep. del Congo                                                         | 0 – 2                                                                  | Nigeria                                                                | Qual. Coppa d'Africa 2015                                              | -                                                                      | 68’                                                                    |
| 19-11-2014                                                             | Uyo                                                                    | Nigeria                                                                | 2 – 2                                                                  | Sudafrica                                                              | Qual. Coppa d'Africa 2015                                              | -                                                                      |                                                                        |
| 25-3-2015                                                              | Uyo                                                                    | Nigeria                                                                | 0 – 1                                                                  | Uganda                                                                 | Amichevole                                                             | -                                                                      |                                                                        |
| 29-3-2015                                                              | Nelspruit                                                              | Sudafrica                                                              | 1 – 1                                                                  | Nigeria                                                                | Amichevole                                                             | -                                                                      | 32’                                                                    |
| 13-6-2015                                                              | Kaduna                                                                 | Nigeria                                                                | 2 – 0                                                                  | Ciad                                                                   | Qual. Coppa d'Africa 2017                                              | -                                                                      | 77’                                                                    |
| 8-10-2015                                                              | Visé                                                                   | Nigeria                                                                | 0 – 2                                                                  | Rep. del Congo                                                         | Amichevole                                                             | -                                                                      | 83’                                                                    |
| 11-10-2015                                                             | Bruxelles                                                              | Nigeria                                                                | 3 – 0                                                                  | Camerun                                                                | Amichevole                                                             | -                                                                      |                                                                        |
| 13-11-2015                                                             | Lobamba                                                                | eSwatini                                                               | 0 – 0                                                                  | Nigeria                                                                | Qual. Mondiali 2018                                                    | -                                                                      |                                                                        |
| 17-11-2015                                                             | Port Harcourt                                                          | Nigeria                                                                | 2 – 0                                                                  | eSwatini                                                               | Qual. Mondiali 2018                                                    | -                                                                      |                                                                        |
| 27-5-2016                                                              | Le Petit-Quevilly                                                      | Nigeria                                                                | 1 – 0                                                                  | Mali                                                                   | Amichevole                                                             | -                                                                      | 70’ cap.                                                               |
| 31-5-2016                                                              | Lussemburgo                                                            | Lussemburgo                                                            | 1 – 3                                                                  | Nigeria                                                                | Amichevole                                                             | -                                                                      | 63’ cap.                                                               |
| 3-9-2016                                                               | Uyo                                                                    | Nigeria                                                                | 1 – 0                                                                  | Tanzania                                                               | Qual. Coppa d'Africa 2017                                              | -                                                                      |                                                                        |
| 9-10-2016                                                              | Ndola                                                                  | Zambia                                                                 | 1 – 2                                                                  | Nigeria                                                                | Qual. Mondiali 2018                                                    | -                                                                      | 90+2’                                                                  |
| 12-11-2016                                                             | Uyo                                                                    | Nigeria                                                                | 3 – 1                                                                  | Algeria                                                                | Qual. Mondiali 2018                                                    | -                                                                      |                                                                        |
| 23-3-2017                                                              | Londra                                                                 | Nigeria                                                                | 1 – 1                                                                  | Senegal                                                                | Amichevole                                                             | -                                                                      | 25’ cap.                                                               |
| 10-6-2017                                                              | Uyo                                                                    | Nigeria                                                                | 0 – 2                                                                  | Sudafrica                                                              | Qual. Coppa d'Africa 2019                                              | -                                                                      | cap.                                                                   |
| 1-9-2017                                                               | Uyo                                                                    | Nigeria                                                                | 4 – 0                                                                  | Camerun                                                                | Qual. Mondiali 2018                                                    | -                                                                      |                                                                        |
| 4-9-2017                                                               | Yaoundé                                                                | Camerun                                                                | 1 – 1                                                                  | Nigeria                                                                | Qual. Mondiali 2018                                                    | -                                                                      | 77’ 87’                                                                |
| 7-10-2017                                                              | Uyo                                                                    | Nigeria                                                                | 1 – 0                                                                  | Zambia                                                                 | Qual. Mondiali 2018                                                    | -                                                                      | 30’                                                                    |
| 23-3-2018                                                              | Breslavia                                                              | Polonia                                                                | 0 – 1                                                                  | Nigeria                                                                | Amichevole                                                             | -                                                                      | 65’                                                                    |
| 27-3-2018                                                              | Londra                                                                 | Nigeria                                                                | 0 – 2                                                                  | Serbia                                                                 | Amichevole                                                             | -                                                                      | 77’                                                                    |
| 28-5-2018                                                              | Port Harcourt                                                          | Nigeria                                                                | 1 – 1                                                                  | RD del Congo                                                           | Amichevole                                                             | -                                                                      | cap.                                                                   |
| 2-6-2018                                                               | Londra                                                                 | Inghilterra                                                            | 2 – 1                                                                  | Nigeria                                                                | Amichevole                                                             | -                                                                      | 46’                                                                    |
| 8-9-2018                                                               | Victoria                                                               | Seychelles                                                             | 0 – 3                                                                  | Nigeria                                                                | Qual. Coppa d'Africa 2019                                              | -                                                                      |                                                                        |
| Totale                                                                 |                                                                        | Presenze                                                               | 53                                                                     |                                                                        | Reti                                                                   | 1                                                                      |                                                                        |

## Palmarès

### Club
- Coppa Italia: 1

Lazio: 2012-2013
- A lyga: 1

Žalgiris: 2021

### Nazionale
- Coppa d'Africa: 1

Sudafrica 2013